# Caradrina infusca
Caradrina infusca är en fjärilsart som beskrevs av Jules Pièrre Rambur 1858. Caradrina infusca ingår i släktet Caradrina och familjen nattflyn. Inga underarter finns listade i Catalogue of Life.